# Maison du Ponton
La maison du Ponton appelée aussi Le Ponton  est un immeuble classé de la ville belge de Huy (province de Liège).

## Situation
L'immeuble se situe à Huy, au no 5 de la rue Saint-Victor, sur la rive gauche de la Meuse, à une cinquantaine de mètres du fleuve qui entame un méandre à cet endroit.

## Histoire
Cette maison a été construite en deux étapes principales, la première au cours du XVIe siècle dans une architecture de mosane et la seconde au XVIIe siècle. Elle faisait partie de l'abbaye Saint-Victor de Huy disparue à la fin de l'Ancien Régime mais dont le portique et des bâtiments subsistent à environ 200 m à l'est. 
La maison est restaurée par l'architecte hutois L. Schoenmackers en 1925. 
L'immeuble fait aujourd'hui partie intégrante d'une école, l'Athénée royal Agri Saint-Georges

## Odonymie
La maison tire son nom du métier de celui qui occupait la demeure : le pontonnier ou passeur d'eau, un métier qui consistait à faire traverser la Meuse à cet endroit du fleuve qui faisait office de frontière sous l'Ancien régime entre la Principauté de Liège et le Comté de Namur.

## Description
L'immeuble se compose de trois volumes contigus placés en L et bâtis en pierre calcaire et brique : 
- à l'est, placé perpendiculairement à la voirie, le corps de logis bâti en pierre calcaire pour le rez-de-chaussée et en brique et pierre calcaire pour l'étage,
- au centre, une tour carrée d'une base d'environ 4 m, de trois niveaux sous toiture en ardoises à quatre pans, les deux niveaux inférieurs en pierre calcaire avec portail d'entrée cintrée élevés au cours du XVIe siècle et le niveau supérieur datant du XVIIe siècle placé en encorbellement et réalisé principalement en brique,
- à l'ouest (côté Meuse), une dépendance d'un seul niveau en pierre calcaire[3].

Un mur de pierre d'une longueur d'une soixantaine de mètres prolonge le bâtiment vers l'est en longeant la rue.

## Galerie

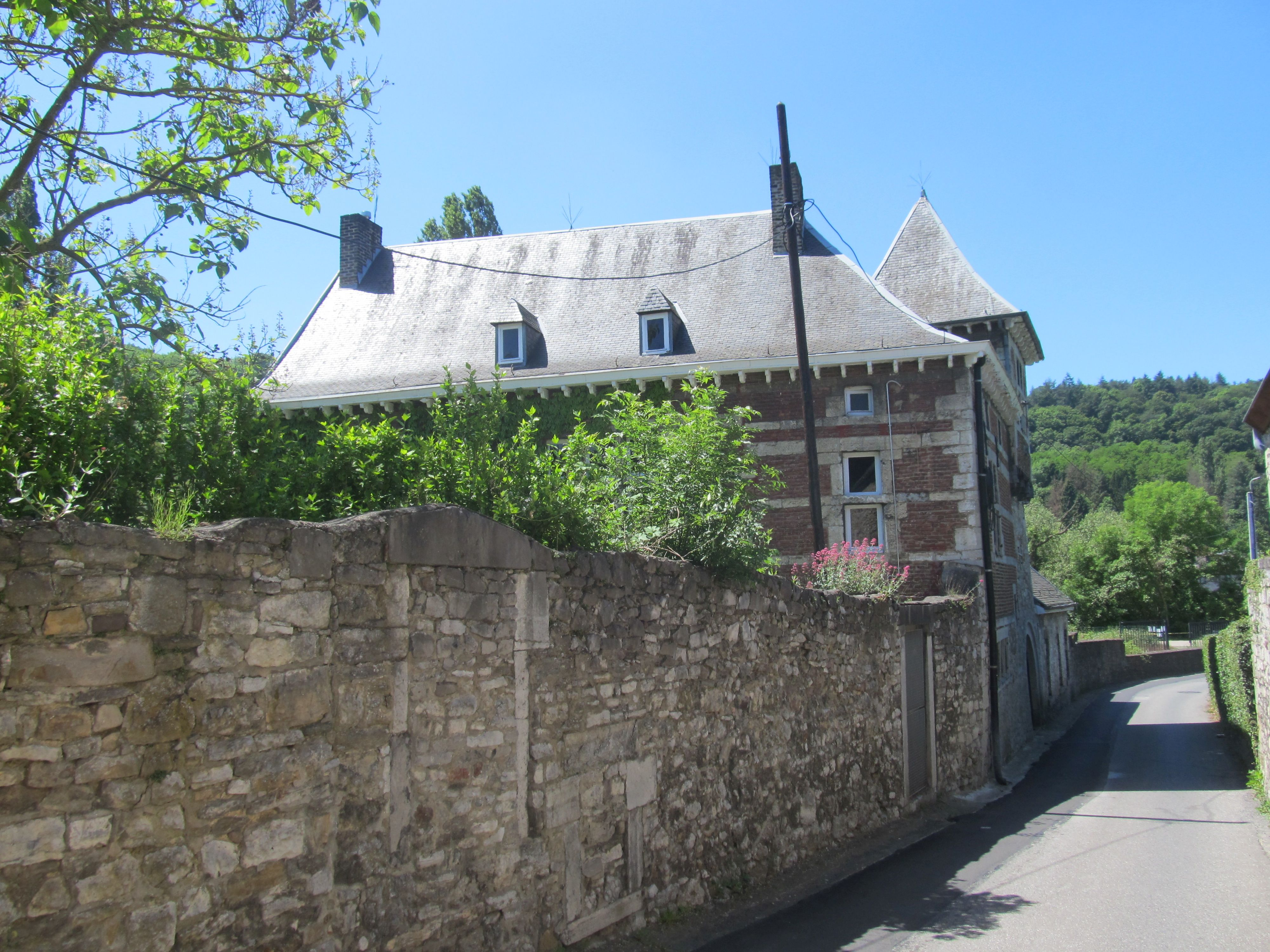
Vue depuis la rue
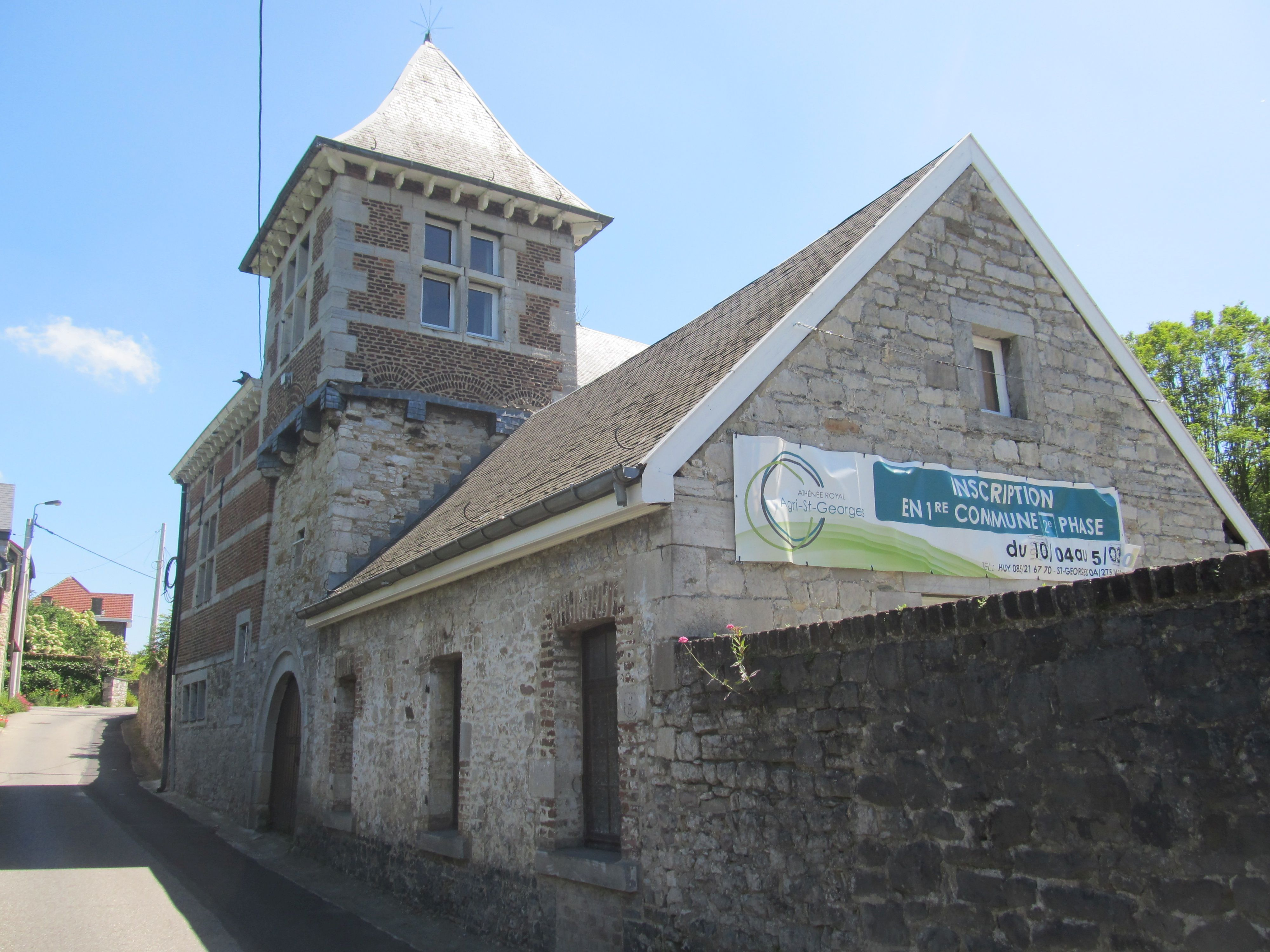
Vue depuis la rue
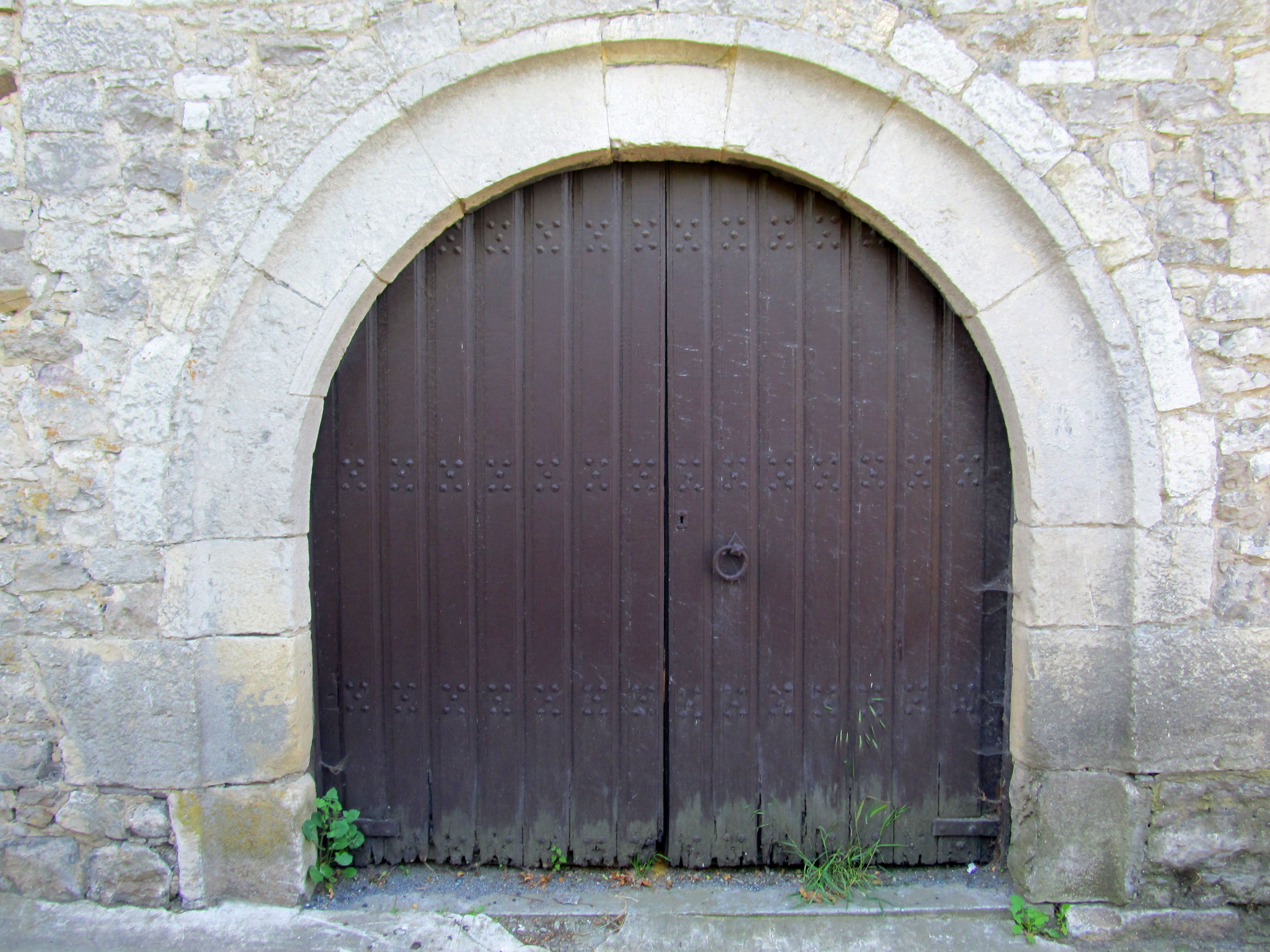
Portail d'entrée
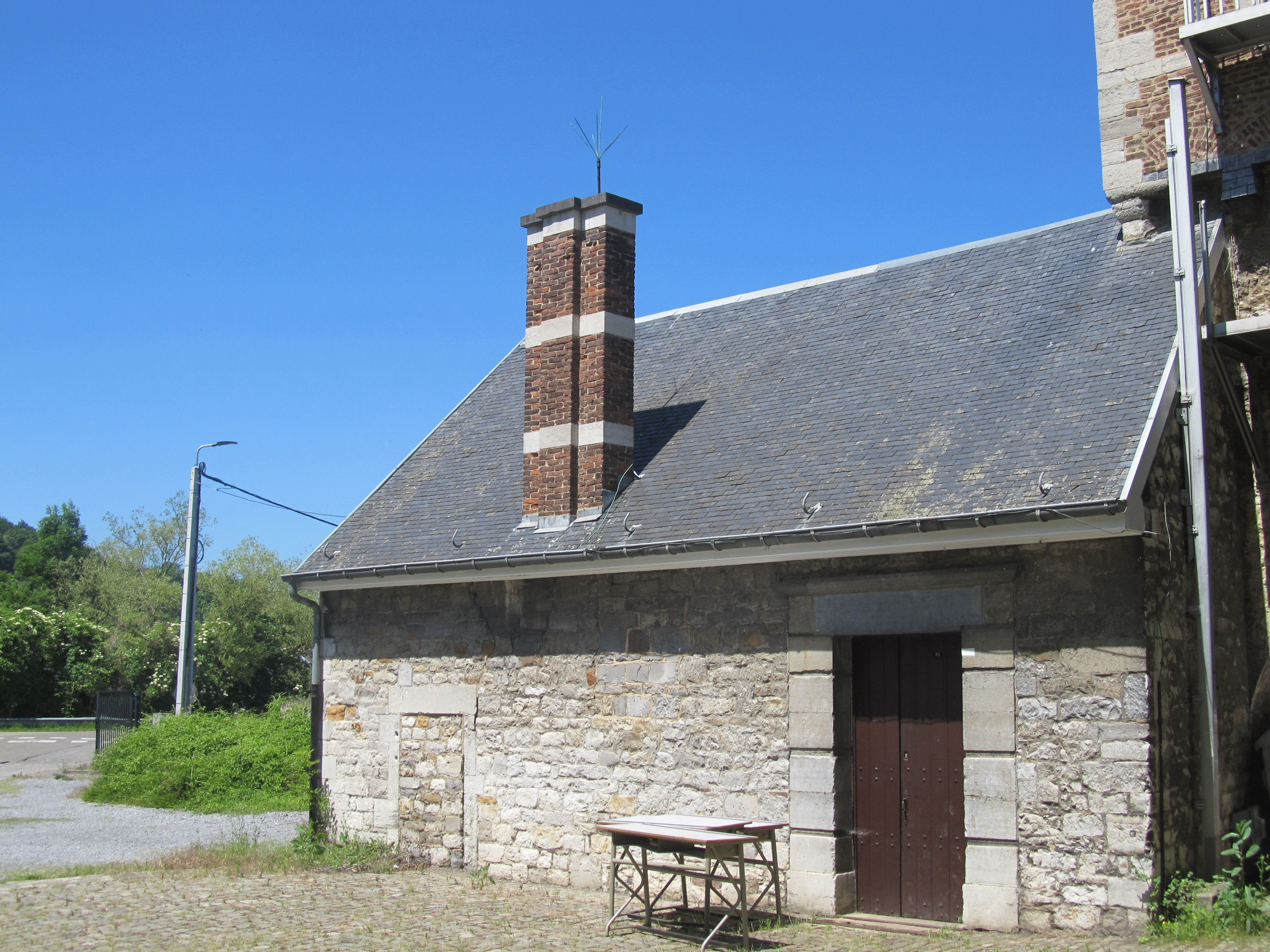
Dépendance